# Az útvesztő: Halálkúra
Az útvesztő: Halálkúra (eredeti cím: Maze Runner: The Death Cure) 2018-ban bemutatott amerikai disztópikus sci-fi akció-thrillerfilm, melyet James Dashner 2011-es azonos című regénye alapján Wes Ball rendezett. A forgatókönyvet TS Nowlin írta. Az útvesztő-filmsorozat harmadik része. A főszerepben Dylan O’Brien, Kaya Scodelario, Thomas Brodie-Sangster, Giancarlo Esposito, Rosa Salazar, Will Poulter, Patricia Clarkson, Nathalie Emmanuel és Ki Hong Lee látható.
Az Amerikai Egyesült Államokban 2018. január 26-án mutatta be a 20th Century Fox. Magyarországon egy nappal korábban, január 25-én került a mozikba a Fórum Hungary forgalmazásában.
Általánosságban vegyes véleményeket kapott a kritikusoktól. A Metacritic oldalán a film értékelése 51% a 100-ból, ami 36 véleményen alapul. A Rotten Tomatoeson Az útvesztő: Halálkúra, 45%-os minősítést kapott, 120 értékelés alapján. A film globálisan összesen 288,2 millió dolláros bevételt hozott. 

## Cselekménye
|  | Alább a cselekmény részletei következnek! |

A film nyitójelenetében, a csapat megtámad egy immunisokat szállító vonatot, hogy kiszabadítsák a barátjukat, Minhót. Véletlenül rossz vagont robbantanak le, így Minho-t elszállítják az „Utolsó Város”-ba, a VESZETT központjába. Vince, a jobb kar vezetője, elmondja Thomasnak, hogy nem fog több embert kockáztatni Minho kiszabadításához, és amint befejezik egy épségben fennmaradt óceánjáró hajó javítását, elhagyják a helyet az új élet megkezdéséhez. A hármas, (Thomas, Newt és Serpenyő) azonban elszöknek, és elindulnak a város irányába. A csapat egy alagúton kényszerül keresztül menni, ahol több tucat buggyant rájuk támad, aminek hatására az autójuk felborul. Brenda és Jorge titokban követték őket, és hirtelen feltűnnek, megmentve őket. Eközben a VESZETT központjában, Minho véréből egy szérumot állítanak elő. Teresa, aki már ismét a VESZETT-nek dolgozik, egy kitöréssel megfertőzött lányon teszteli a vakcinát. Először hatásosnak tűnik, de a kislány végül az életét veszti.
A csapat amikor odaér a városhoz, azzal szembesülnek, hogy a VESZETT ezt is egy fallal vette körül, ami előtt több száz fertőzött gyülekezik, hogy bejussanak a kapukon. A VESZETT katonái lőni kezdenek rájuk, így kénytelenek visszahátrálni. A lövések okozta zűrzavarban a csapatot elrabolja, egy az arcukat maszkkal fedett csoport. Egy búvóhelyre viszik őket, és kiderül, hogy az egyik maszkos férfi valójában Gally. Elmondja, hogy túl élte a dárda szúrását – amit Minhótól kapott még az útvesztőben – és miután otthagyták, a fal körül fertőzöttek vezetője, Lawrence talált rá és hozta el onnan. Ezután elvezeti őket Lawrence elé, aki segít nekik bejutni egy titkos átjárón keresztül a városba. Gally bevezeti őket, ahol távcsővel kémlelik a VESZETT fő épületét, és észreveszik Teresát az egyik helyiségben. Egy Thomas és Newt közötti veszekedés után, Newt elmondja Thomasnak, hogy elkapta a kitörést. Gally felveti Thomasnak, hogy Teresa biztosan be tudná őket vinni az épületbe. Thomas elcsalja Teresát egy sikátorba, majd elrabolják őt. A csapat egy elhagyatott templomhoz viszi, és sikerül rászedniük, hogy segítsen nekik. Teresa kiszedi belőlük a chipet, amit még az útvesztő előtt beléjük ültettek. Mikor Thomasból próbálja kioperálni, megjegyzi hogy Brendának már rég halottnak kellene lennie, hiszen az immunisokból kinyert szérummal csak néhány hetet lehet nyerni, amit Thomas nem hiszi el neki. Teresa közben egy törlőkendőt, amivel Thomas vérét törölte le a chip kivétele során, elteszi. Jorgét visszaküldik a jobb kar táborába, de nem fejtik ki teljesen hogy miért.
Thomas, Newt, és Gally VESZETT katonai egyenruhát vesz fel, és Teresával bejutnak az épületbe, majd ő elvezeti őket oda, ahol az immunisokat szállásolják. Gally ottmarad kiszabadítani őket, és feltöri a raktárat, ahol a szérumokat tartják, mert Newt-nak szüksége lesz rá. Közben Thomas, Newt és Teresa elindulnak megkeresni Minhót. Találkoznak Jansonnal, aki felismeri Thomast. Teresa segít nekik, miután elfut, hogy csináljon egy tesztet Thomas vérén. Gally megszerzi a szérumot és kiviszi a gyerekeket, ahol Brenda vár rájuk egy busszal. Gally visszamegy, hogy megkeresse Newt-tot és Thomast. Közben, Brendának muszáj elhajtania a busszal, mert felfigyelnek rájuk a katonák. Thomas és Newt megtalálja Minho-t, de közben a katonák ellepik az épületet. Menekülésük során, kiugranak egy ablakból a vízbe, mert más kiutat nem találtak. Teresa felfedezi, hogy Thomas vére különleges, nemcsak lelassítja a vírust, hanem meg is öli azt, emiatt élhet még mindig Brenda. Elmondja Ava Paige-nek, és mind ketten egyet értenek abban, hogy minél előbb elő kell keríteniük Thomast. Eközben Brendáékat sarokba szorítják a katonák, de serpenyő egy daru segítségével kiemeli őket a falon kívülre, így megmenekülnek. Lawrence, a falon kívül felbuzdítja a lázadó fertőzötteket, hogy törjenek be a városba és döntsék azt le. Robbanószerrel felszerelt furgonnal belerohan a város kapujába, így feláldozva életét, majd egy hatalmas robbanást követve a kapu összedől.
Gally megtalálja Thomasékat. Newt egyre rosszabbul érzi magát, már majdnem átváltozik. Thomas elküldi Gallyt és Minhót Brendához, hogy hozzanak a szérumból Newtnak. Miközben várnak, Newt Thomasnak ad egy hengerben végződő nyakláncot. Eközben Lawrence emberei átvették az irányítást a város fölött, és a VESZETT ágyúit használva minden épületet elkezdtek lerombolni. A városba elhelyezett vészhelyzeti hangszórókon, Teresa elmondja Thomasnak, hogy a vérével Newtot meg lehet menteni és mindenki mást is. Közben az átváltozott Newt felkel és megtámadja Thomast. Egy pillanatra önmaga lesz, és arra kéri Thomast, hogy ölje meg. Végezetül egy késsel leszúrja őt.
Ezután Thomas visszamegy az épületbe, ahol Ava Paige-t találja, és kérdőre vonja, hogy igaz-e az amit Teresa állít. Ava megerősíti és elmondja, hogy a VESZETT szándékai mindig is jók voltak. Janson megjelenik és hátba lövi az orvost. Elkábítja és elviszi egy szobába Thomast, ahol Teresa vért vesz tőle. Janson elmondja, hogy csak ő és a VESZETT érdemli meg a gyógymódot, mire Teresa leüti és kiszabadítja Thomast és elfutnak. Janson utánuk ered és tüzelni kezd rájuk. Thomast lövés éri a gyomrán. Janson elkapja Teresát és megkéri Thomast, hogy jöjjön elő különben lelövi. Thomas kienged két kísérleti fertőzöttet, akik végeznek Jansonnal, ezzel esélyt adva nekik, hogy feljussanak a tetőre. Ott csapdába esnek a tűz miatt, miközben ágyúkkal lövik az épületet Lawrence emberei. Hirtelen egy berg jelenik meg, amit Jorge vezet Brendáékkal és a többiekkel a fedélzetén. Teresa felsegíti Thomast fedélzetre, de az épület össze dől, magával rántva Teresát, ezután Thomas eszméletét veszti.
Thomas, Serpenyő, Gally, Brenda, Vince, Jorge, Aris, Harriet, Sonya, a többi immunis és a Jobb Kar elmenekülnek egy szigetre, amelyet Vince említett a film elején. Thomasnak eszébe jut a nyaklánc, amit Newttól kapott, majd rájön, hogy valójában egy levél van benne. Newt búcsú levelében az áll, hogy nem fél a haláltól, és megkéri Thomast hogy vigyázzon magára és mindenki másra, mielőtt megköszöni, hogy a barátja lehetett. Vince felállít egy sziklát a parton, és megkér mindenkit, hogy véssék rá az elvesztett szeretteik nevét. A kődarab hamar tele lett nevekkel, mint Alby, Chuck, Newt és a végén Thomas rákarcolta Teresa nevét is.
|  | Itt a vége a cselekmény részletezésének! |

## Szereplők
| Színész                | Szereplő  | Magyar hang        |
| ---------------------- | --------- | ------------------ |
| Dylan O’Brien          | Thomas    | Szatory Dávid      |
| Thomas Brodie-Sangster | Newt      | Timon Barna        |
| Kaya Scodelario        | Teresa    | Csuha Borbála      |
| Ki Hong Lee            | Minho     | Berkes Bence       |
| Dexter Darden          | Serpenyő  | Czető Roland       |
| Will Poulter           | Gally     | Szabó Máté         |
| Jacob Lofland          | Aris      | Jéger Zsombor      |
| Giancarlo Esposito     | Jorge     | Jakab Csaba        |
| Rosa Salazar           | Brenda    | Csifó Dorina       |
| Nathalie Emmanuel      | Harriet   | Trokán Nóra        |
| Patricia Clarkson      | Ava Paige | Menszátor Magdolna |
| Aidan Gillen           | Janson    | Széles Tamás       |
| Walton Goggins         | Lawrence  | Mihályfi Balázs    |